# Phlogophora distincta
Phlogophora distincta är en fjärilsart som beskrevs av Hans Rebel 1939. Phlogophora distincta ingår i släktet Phlogophora och familjen nattflyn. Inga underarter finns listade i Catalogue of Life.